# Sigismund Korybut
Sigismund Korybut (Litouws: Žygimantas Kaributaitis; Novhorod-Siversky, ca. 1395 – nabij Ukmergė, 1435) was een Litouwse hertog en legeraanvoerder van de Hussieten tijdens de Hussietenoorlogen.

## Biografie
Sigismund Korybut was een zoon van Kaributas en was via hem een kleinzoon van grootvorst Algirdas. Zijn moeder was Anastasia van Ryazan. Hij groeide op aan het hof van zijn oom Jogaila in Polen. Ondanks zijn jonge leeftijd voerde hij bij de Slag bij Grunwald een eigen legeronderdeel aan.
In 1422 stuurde grootvorst Vytautas de Grote zijn neef Sigismund Korybut als zijn regent naar Bohemen en stuurde met hem een leger mee. Hij kwam op 16 mei 1422 aan in Praag waar hij erkend werd als heerser van Bohemen. Hij werd een legeraanvoerder bij de Hussieten en nam deel aan hun onderlinge twisten. Onder druk van Paus Martinus V gingen Jogaila en Vytautas ermee akkoord om Sigismund met zijn leger terug te roepen. Zodoende verliet Sigismund op 24 december 1423 alweer Praag.
In 1424 werd hem de kroon van Bohemen aangeboden en kwam hij aan het hoofd van een leger van 1.500 soldaten terug naar het koninkrijk. Ditmaal had hij geen goedkeuring gekregen van Vytautas en Jogaila en deze namen dan ook zijn bezittingen in beslag. Ook de pauselijke legaat trad tegen hem op en excommuniceerde Sigismund. Als gouverneur in Praag was Sigismund vrij succesvol en wist hij een einde te maken aan de onderlinge twisten tussen Jan Žižka en de Utraquisten. Na de dood van Žižka werd hij de opperbevelhebber van het leger en leidde hij de Hussieten naar een overwinning in de Slag bij Aussig.
Sigismund Korybut startte vervolgens onderhandelingen met Keizer Sigismund om de katholieken en de Hussieten te verzoenen. Hij werd echter de pas afgesneden door de Taborieten die hem gevangen namen en vasthielden in Kasteel Valdštejn. Een jaar later werd hij alweer vrijgelaten en nam hij deel aan de Slag bij Lipany. Na deze slag verloren te hebben was hij gedwongen om terug te keren naar Litouwen.
Na zijn terugkeer sloot hij zich aan bij zijn oom Švitrigaila toen in 1432 de Litouwse Burgeroorlog tussen Švitrigaila en zijn broers. Sigismund vocht mee in de de Slag bij Wiłkomierz waar hij verslagen werd door zijn oom Sigismund Kęstutaitis. Tijdens de slag raakte hij gewond en enkele dagen overleed hij aan zijn verwondingen.